# Schwarzenberský plavební kanál
Schwarzenberský plavební kanál (dříve Schwarzenberský průplav) je vodní kanál na Šumavě spojující jeden z přítoků Studené Vltavy a rakouskou řeku Große Mühl, přítok Dunaje, čímž propojuje úmoří Severního a Černého moře. Je chráněn jako národní kulturní památka České republiky. Byl vystavěn na žádost knížete Jana Nepomuka I. ze Schwarzenbergu pod vedením Josefa Rosenauera. Celková délka kanálu činí 44 km, přičemž v blízkosti osady Jelení vede tunelem dlouhým asi 400 m.
Kanál sloužil k plavení dříví od roku 1793 do roku 1962, tedy téměř 170 let, a v době předválečné patřil mezi největší chlouby schwarzenberských panství. V období komunismu se však kanál neudržoval a na mnoha úsecích byl zanesen a poničen. V současnosti je zrekonstruováno na 15 km z původní délky a dané části jsou prohlášeny technickými památkami. Vedle tohoto kanálu existuje na Šumavě ještě druhá menší vodní cesta financovaná Schwarzenbergy – Vchynicko-tetovský kanál, jehož stavby se taktéž zhostil Josef Rosenauer.

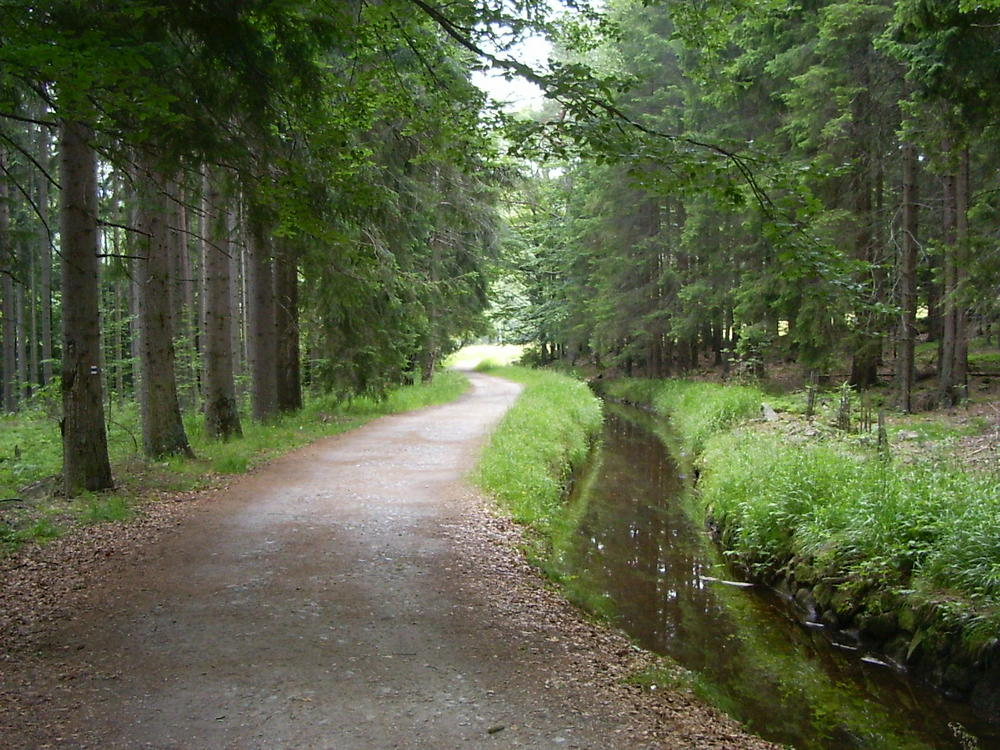
Typický průběh toku

Kanál začíná na severním svahu Třístoličníku v nadmořské výšce 916 metrů. Celkový spád je 255 m.

### Plešné jezero
K zadržení vody a jejímu následnému řízenému upouštění do kanálu slouží Plešné jezero ležící severovýchodně od vrcholu Plechý (1378 m n. m.). Kvůli tomu musela projít úpravou čelní moréna jezera, do niž bylo zabudováno stavidlo. Vlivem těchto úprav stoupla hladina vody v jezeře o tři metry. Lesník a posléze ředitel lesnické školy v Táboře František Lysý ve svém díle Z šumavských lesů uvádí, že při vytažení stavidla o 45 centimetrů umožňoval proud vytékající vody plavit dříví 60 hodin. Pokud ovšem byla výpust vytažena pouze do výšky 10 centimetrů, mohlo plavení dřeva probíhat po dobu 250 hodin. Současně pisatel upozorňuje na dolní část skluzu, kde plavící se kusy dřeva nabíraly rychlost a při cestě korytem efektně rozstříkávaly kolem sebe vějířovitě vodu.

### Technické parametry
- místní spád kanálu: 2 až 7 promile
- šířka: 3,5 až 4 metry
- hloubka koryta: okolo 1 metru
- délka plavených kmenů: až 24 metrů

## Historie
Spojení dvou evropských úmoří navrhl poprvé císař římský a král český Karel IV. Již v době jeho vlády měly údajně začít první práce na uskutečnění tohoto gigantického plánu, stopy po výkopech se prý daly najít ještě v 16. století.[zdroj?]
Schwarzenberský kanál byl vystavěn ve dvou etapách v letech 1789 až 1822 podle projektu inženýra Josefa Rosenauera (1735–1804) v části Šumavy, jež byla v oné době majetkem knížat ze schwarzenberské primogenitury.
Stavbu zahájil kníže Jan Nepomuk I., avšak dokončena byla až v době vlády Josefa II. ze Schwarzenbergu. Jeho cílem bylo umožnit dopravu polen dřeva o délce do 1 metru z nepřístupných oblastí na severních úbočích Šumavy v povodí Vltavy přes hlavní evropské rozvodí (788 m n. m.) u bývalé osady Růžový Vrch (Rosenhügel) v revíru Svatý Tomáš k řece Große Mühl a po ní k Dunaji, aby bylo palivovým dřívím zásobováno císařské hlavní město Vídeň. Celkem bylo během sta let tzv. „zlatých časů“ plavení dříví v letech 1793–1892 dopraveno ze Šumavy do Vídně téměř 8 milionů krychlových metrů palivového dřeva. Za zásluhy o zásobování Vídně dřevem byl později Josef Rosenauer jmenován čestným občanem města Vídně.
V důsledku splavnění kanálu stoupla výrazně cena šumavského dřeva; uvádí se, že to mělo za následek rozsáhlý úpadek šumavských sklářských hutí. S tímto názorem o podílu Schwarzenberského plavebního kanálu lze ovšem diskutovat. Právě se vznikem kanálu jde naopak spojit například vznik nové huti v Josefově Dole (1822–1894), která využívala odpadové dřevo, které nebylo vhodné na plavbu na velké vzdálenosti. To bylo plaveno po Schwarzenberském plavebním kanálu ke sklárně. Další sklářskou osadou na břehu Schwarzenberského plavebního kanálu byl Sonnenwald, v Horních Rakousích na území kláštera Schlägl (sklářská huť byla založena již v roce 1751, jen v roce 1854 zde bylo vyrobeno 33 tun skla, sklárna byla zrušena v prosinci 1900).

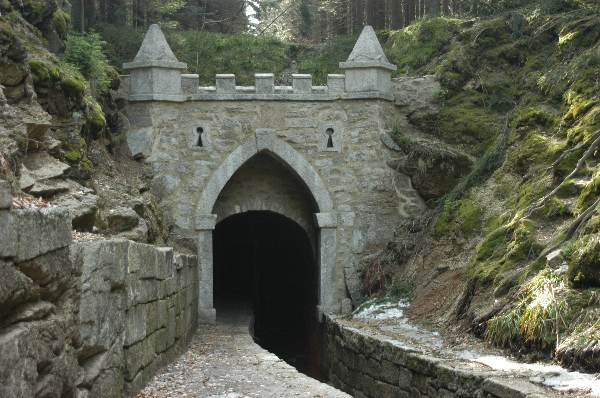
Ikonický Horní portál tunelu u Jeleních Vrchů

Schwarzenberský kanál, jehož délka je více než 50 km, byl budován ve dvou etapách. Cílem první etapy (1789–1793) bylo postavit zařízení, které by napomohlo lepšímu zásobování Vídně palivovým dřevem. Autorovi projektu, lesnímu inženýrovi Josefu Rosenauerovi se podařilo mistrně propojit několik šumavských potoků pomoci umělého koryta v případě potřeby zásobovaného vodou z pomocných rybníčků a z Plešného jezera. Kanál v mnoha místech téměř kopíruje vrstevnici (průměrný spád 2,5 promile, tzn. 2,5 mm na metr délky) a jednou překonává přírodní překážku 389 m dlouhým tunelem (tunel byl původně delší než 400 m, zkrácen byl při úpravě kanálu pro plavbu dlouhého dřeva). Stavba splnila svůj účel – dřevo bylo možné dopravit vodní cestou ze Šumavy do Vídně za 8 dní.
Když počátkem 19. století nebyl dostatek dřeva pro plavbu pro Vídeň v tzv. „kanálových lesích“, tzn. lesích nad plavebním kanálem, bylo třeba ke kanálu dopravit dřevo i z dalšího schwarzenberského panství Vimperk. Dřevo se plavilo po Vltavě až k osadě Hory (Spitzbergen), zde se vytahovalo a na povozech se vozilo na břeh kanálu v lokalitě zvané dnes u Klápy, aby bylo plaveno dále po kanále. V roce 1806 nechal majitel panství Josef II. kníže ze Schwarzenbergu postavit novou cestu od hrablí u osady Hory ke kanálu.
Druhá etapa výstavby proběhla v letech 1821–1822 pod vedením inženýrů Falty a Krause. Stavěl se tzv. „nový kanál" tj. část stavby pokračující za tunelem na Jeleních Vrších (Jelení) až k bavorské hranici u potoka Světlá voda (Lichtwasser).
V druhé polovině devatenáctého století klesal odbyt palivového dříví, zároveň však stoupl zájem o užitkové dříví. V souvislosti s tím byla roku 1887 upravena horní část kanálu, aby v něm bylo možné plavit kmeny, a byl postaven tzv. Želnavský smyk (Hefenkriegbach-Riese), který propojil plavební kanál s Vltavou.

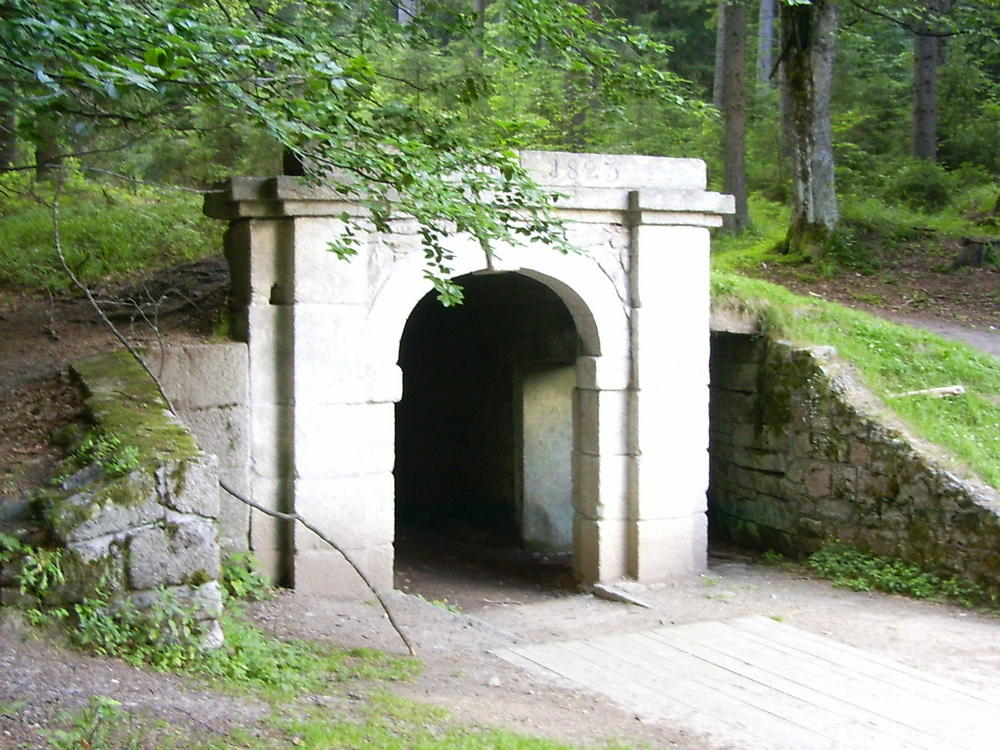
Dolní portál u obce Jelení

Díky Želnavskému smyku žil kanál ještě dlouho po ukončení tzv. vídeňské plavby. Smyk původně dlouhý 3,8 km je obložen ve dně i na stěnách kamennými deskami. Směr dopravy se obrátil. Význam smyku se zvýšil v roce 1892, kdy byla prodloužena do Želnavy (dnešní stanice Nová Pec) železnice z Českých Budějovic. V dolní části smyku bylo postaveno rozsáhlé překladiště, které umožňovalo nakládat na vagony dříví, které připlulo po Vltavě i po Želnavském smyku. V roce 1911 byla prodloužena železnice přes Černý Kříž do Nového Údolí a do Bavorského království. Pak bylo možné jednoduše dopravovat dříví plavené po Schwarzenberském kanálu nejen do královského hlavního města Prahy a dále k severu, například do Hamburku, ale také směrem k jihu, do Bavorska.
V roce 1926, vzhledem k tomu, že stav dělníků nestačil pro práci v lese a na skladě, byl na překladišti v Želnavě postaven jeřáb o denním výkonu 600 m3 k vytahování dříví z kanálu. O tři roky později došlo při vichřici ke zřícení jeřábu, musel tedy být nahrazen jeřábem novým. K překladišti gravitovalo v té době 30 – 35 tisíc m3 dřevní hmoty, z toho asi polovina kmenového, druhá polovina rovnaného.

## Zánik a obnova

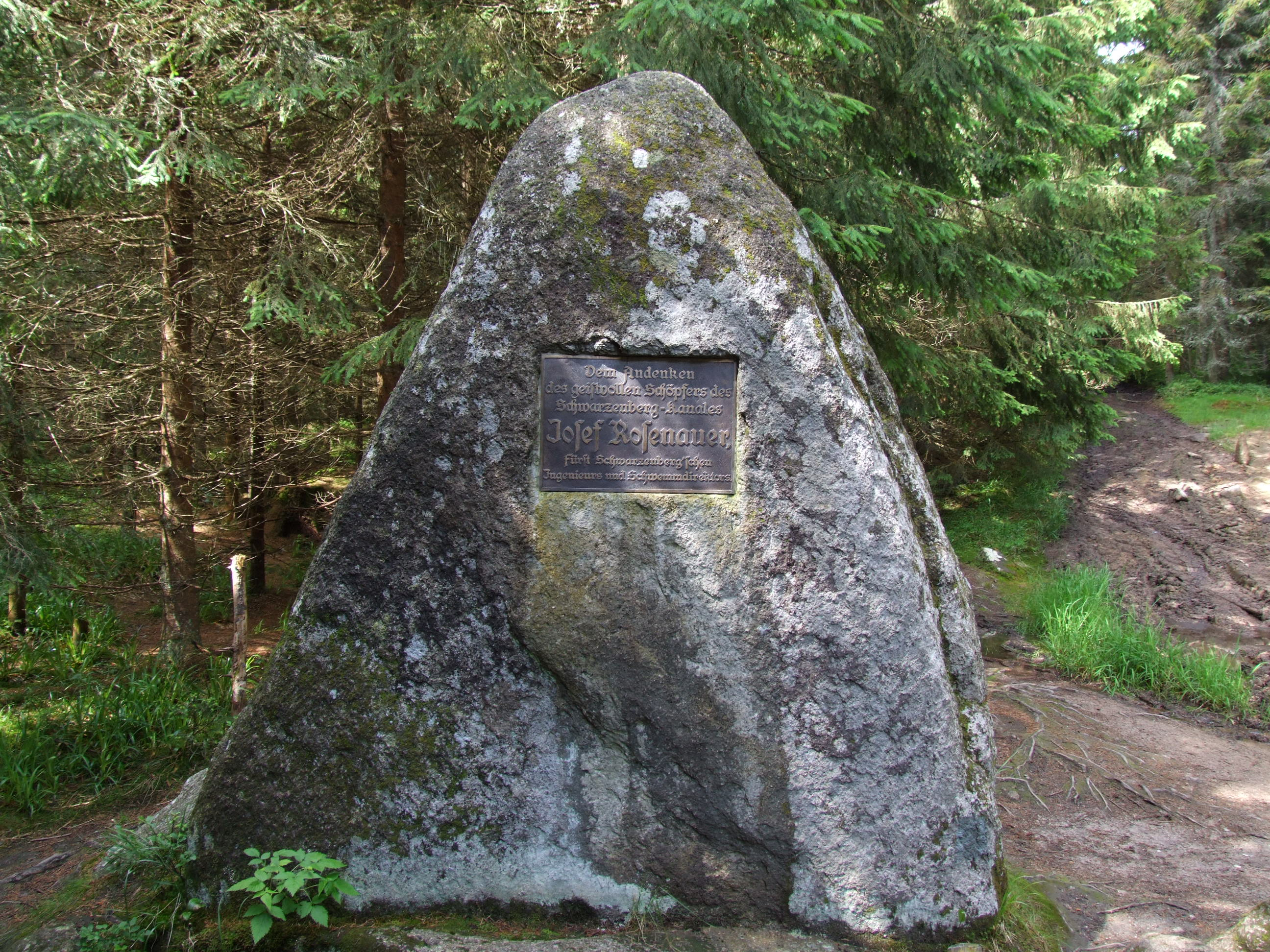
Rosenauerův pomník na začátku kanálu

Poslední plavba na české straně proběhla v roce 1962. Přestože byl kanál veden na seznamu technických památek, kanál v období komunismu významně upadal a na mnoha místech byl zanesen, zcela zničen, nebo pohlcen okolní přírodou.
Veškeré konzervační práce tak do pádu Železné opony roku 1989 podnikali výlučně místní obyvatelé a lesníci, kteří se při 200. výročí položení základního kamene kanálu sdružili v tzv. Bratrstvo Schwarzenberského plavebního kanálu pod vedením Josefa Rolínka. Mimo jiné pak v roce 1991 došlo ze zcela soukromé iniciativy i ke znovuobjevení úseku kanálu při potoce Ježová.
Na všechny tyto práce bylo navázáno v roce 1995 první velkou záchrannou prací pod vedením Lesů České republiky a následně v roce 1996 studenty z České zemědělské univerzity v Praze. V současnosti[kdy?] je zrekonstruováno na 15 km kanálu z původních 44 km. Jedná se o cca 11 km dlouhý úsek mezi Jeleními Vrchy a odbočením Želnavského smyku, dále 1,8 km dlouhý úsek od bavorských hranic po Stocký (Ježový) potok, a konečně úsek mezi hraničním potokem Ježová (Iglbach) a hlavním evropským rozvodím v bývalé osadě Růžový Vrch dlouhý cca 2,5 km.
První turistická sezóna proběhla v roce 1998 a roku 1999 i první slavnost Schwarzenberského kanálu. Od roku 1997 pak na kanálu každoročně probíhá Setkání s tradicí na Schwarzenberském plavebním kanálu, který je spolufinancován českými, rakouskými a evropskými společnostmi a nadacemi.

## Turistika
Podél toku Schwarzenberského kanálu vede několik pěších a cyklistických tras. Oblastí, kde protéká tunelem u obce Jelení, prochází krátká část turistické trasy nazývané Medvědí stezka.

### Muzeum

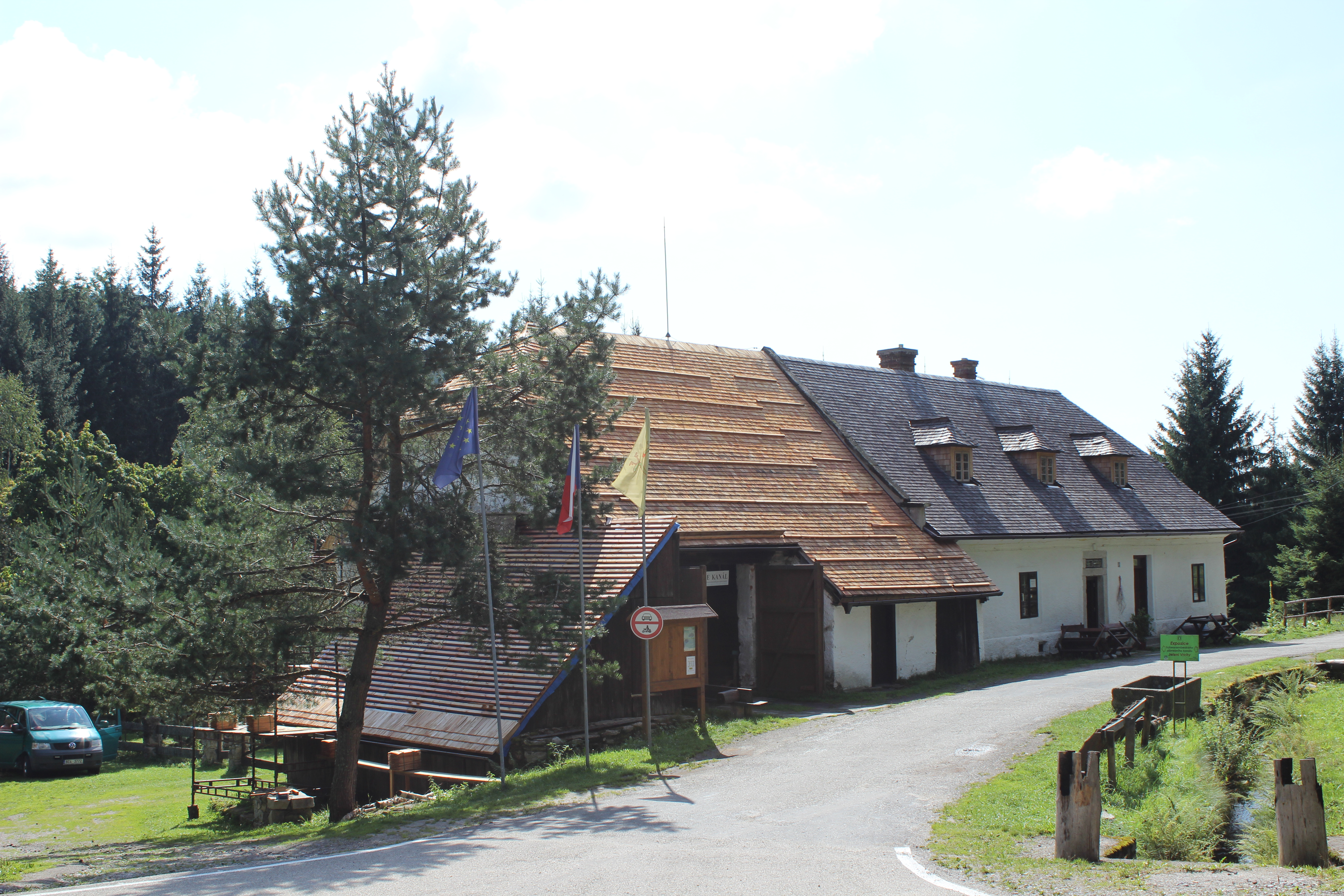
Objekt muzea Schwarzenberského kanálu v obci Jelení Vrchy

Jedno muzeum Schwarzenberského plavebního kanálu se nachází v obci Chvalšiny, rodišti stavitele kanálu Josefa Rosenauera, druhé pak přímo v osadě Jelení Vrchy, v domě čp. 13, na hranici starého a nového kanálu.